# Pützer Air Auto
Unter der Bezeichnung Air Auto entstanden zwischen 1958 und 1963 bei der Alfons Pützer KG mehrere Entwürfe flugfähiger Kraftfahrzeuge von Alfons Pützer und Erich Ufer. 

## Geschichte
Bereits 1917 hatte Glenn Curtiss mit dem Curtiss Autoplane das erste flugfähige Automobil konzipiert, das allerdings nur Hüpfer absolvieren konnte. Das erste erfolgreich geflogene Autoflugzeug mit Tragflächen war das Waterman Arrowbile von Waldo Waterman aus dem Jahr 1937. Ende der 1940er Jahre entstanden insbesondere in den USA mehrere erfolgversprechende Ansätze, wie z. B. das Taylor Aerocar von 1949 oder das Convair Model 116 von 1946. Bei diesen Entwicklungen blieb es allerdings bei Einzelstücken, da zu dieser Zeit selbst bodenständige Personenwagen noch zu den Luxusgütern mit begrenzter Käuferschicht zählten.

### Autoflugzeug-Entwicklung von Erich Ufer und Alfons Pützer
Erich Ufer beschäftigte sich mit Autoflugzeugen bereits während seines Studiums. Während seiner Tätigkeit bei der Bölkow GmbH arbeitete Ufer an der Entwicklung eines Ringleitwerks, für das Alfons Pützer den Pützer Bussard als Erprobungsträger zur Verfügung stellte. Ufer stellte Ludwig Bölkow und Alfons Pützer 1959 den Entwurf eines Autoflugzeugs mit einklappbaren Flügeln und Ringleitwerk vor. Ludwig Bölkow zeigte für die Entwicklung wenig Interesse. Daraufhin diskutierten Alfons Pützer und Erich Ufer das Konzept des Autoflugzeugs weiter. 
In den Jahren 1958–1962 entstanden daraus bei der Alfons Pützer KG mehrere Entwürfe von Pützer-Autoflugzeugen. Alle Entwürfe von Ufer und Pützer waren so gestaltet, dass eine Umrüstung von Land- in Luftversion und umgekehrt jederzeit möglich war. Dazu führte das Autoflugzeug sämtliche Komponenten, wie z. B. abnehmbare Tragflächen auch im Bodenverkehr mit. Die Ufer/Pützer-Autoflugzeuge verfügten dazu über ein Doppelleitwerk, das aus den Karosserie-Seitenfronten nach hinten verlängert wurde. Üblicherweise waren die beiden Seitenflossen des Leitwerks über eine hochliegende Höhenflosse verbunden, unter der die Tragflächen abgelegt wurden. Die Umrüstung sollte von einer Einzelperson in wenigen Minuten erledigt werden können und erforderte dementsprechend leichte Bauweisen bei den Tragflügeln.

### Pützer Air Auto
Unter der Bezeichnung Air Auto entstanden mehrere Ansätze mit Zug- und Druckpropellerantrieben. Eine wesentliche Fragestellung war für Pützer und Ufer die Realisierung einer optimalen Bodenhaftung für das Kraftfahrzeug bei gleichzeitiger Formgebung für einen optimalen Auftrieb des Fluggeräts. Die meisten Entwürfe verfügen dazu über eine höhenverstellbare Hinterachse, die für den Fahrzeugbetrieb angehoben und für den Startvorgang abgesenkt wurde. Erste „Air Auto“- Entwürfe zeigen klappbare Tragflächen, die im Straßenverkehr rechts und links des Chassis angeklappt wurden. Entwürfe des Air Auto aus dem Jahr 1961 zeigen abnehmbare Tragflächen, die unter dem Höhenleitwerk während des Bodenverkehrs abgelegt werden konnten. Die Entwürfe verfügen über einen Motor, der im Bodenverkehr die Radachse und im Flugverkehr einen vorne sitzenden Propeller antreibt.

### Pützer Autoflugzeug Nr. 10
Einen komplett neuen Entwurf stellt das Pützer Autoflugzeug Nr. 10 vom Mai 1961 dar. Dieser Zweisitzer erhielt ein für den Anfang der 60er Jahre typisches futuristisches Chassis. Die wesentliche Neuerung war die Einführung eines zweiten Motors, der in einer Antriebsgondel auf dem Dach des PKW als Flugmotor montiert wurde, während der Fahrmotor im konventionellen Motorraum verblieb. Auch vom Autoflugzeug Nr. 10 entstanden bei der Alfons Pützer KG einige Holzmodelle. In einer späteren Variante des Entwurfs von November 1962 war ein 180-PS-Flugmotor sowie ein 40 PS starker Wankelmotor vorgesehen.

### Pützer P.307B
Die letzte bekannte Autoflugzeugstudie von Alfons Pützer mit der Bezeichnung Pützer P.307B stammt vom Juni 1963. Sie basiert auf dem Entwurf 10 des Autoflugzeugs und verfeinert erstmals die Aufnahme-Einrichtung für die Tragflächen im Heck des Chassis. Zur Pützer P.307B existiert ein Projektbroschüre, in der Alfons Pützer 1963 die verschiedenen Aspekte der Autoflugzeug-Entwürfe zusammenfasst. Die Bilder und Zeichnungen in dieser Unterlagen zeigen frühere Entwürfe und Modelle von Pützer-Entwürfen.

### Ufer Autofly P.307B
Erich Ufer griff den Entwurf der P.307B später noch einmal auf und entwickelte diesen unter der Bezeichnung "Autofly" weiter. Der Entwurf unterschied sich vom vorherigen Pützer-Entwurf durch eine tiefergelegte Höhenflosse, deren äußere Drittel V-förmig abgewinkelt und einklappbar waren. Die tieferliegende Höhenflosse sollte im Fahrbetrieb zur besseren Ablage der Tragflächen dienen. Im Jahre 1999 meldete Ufer den Autofly zum Patent an. Die letzten bekannten Entwürfe von Erich Ufer zum Autoflugzeug stammen von 2004.

## Technische Daten
| Kenngröße                    | Pützer Air Auto | Autoflugzeug 10                    |
| ---------------------------- | --------------- | ---------------------------------- |
| Besatzung                    | 1               | 1                                  |
| Passagiere                   | 2               | 1                                  |
| Länge                        | 6,70 m          | 6,35 m                             |
| Spannweite                   | 9,20 m          | 9,00 m                             |
| Höhe                         | 1,90 m          | 1,80 m                             |
| Flügelfläche                 | 13,80 m²        | 12,50 m²                           |
| Achsabstand                  | 2,90 m          |                                    |
| Spurweite                    | 1,70 m          | 2,00 m                             |
| Nutzlast                     | 450 kg          | 360 kg                             |
| Leermasse                    | 750 kg          | 640 kg                             |
| max. Startmasse              | 1200 kg         | 1000 kg                            |
| Reisegeschwindigkeit         | 200 km/h        |                                    |
| Höchstgeschwindigkeit Luft   | 220 km/h        | 240 km/h                           |
| Höchstgeschwindigkeit Straße | 115 km/h        | 110 km/h                           |
| Dienstgipfelhöhe             | 4500 m          |                                    |
| Reichweite                   | 1000 km         | 1200 km                            |
| Triebwerke                   |                 | 180-PS-Flug- und 40-PS-Wankelmotor |